# امیلی اربلدینگ
امیلی جی اربلدینگ (متولد ۱۹۶۱) یک پزشک و دانشمند آمریکایی است. او مدیر بخش میکروبیولوژی و بیماری‌های عفونی در مؤسسه ملی آلرژی و بیماری‌های عفونی (NIAID) است. اربلدینگ قبلاً معاون بخش ایدز در این سازمان بود. او یکی از اعضای هیئت علمی دانشکده پزشکی جانز هاپکینز بود و به عنوان مدیر خدمات بالینی اداره بهداشت شهر بالتیمور خدمت کرده است.

## تحصیلات
اربلدینگ از دانشگاه کرنل فارغ‌التحصیل شد و مدرک کارشناسی ارشد علوم را از این دانشگاه دریافت کرد. پایان‌نامه کارشناسی ارشد او در سال ۱۹۸۵ با عنوان متابولیسم گلوتامین در روده کوچک بود. او مدرک پزشکی خود را از دانشکده پزشکی دانشگاه ایندیانا دریافت کرد و دوره رزیدنتی خود در رشته پزشکی داخلی را در مرکز پزشکی دانشگاه نورث وسترن به پایان رساند و به عنوان دستیار ارشد پزشکی شروع به فعالیت کرد. او در حین تکمیل فلوشیپ بیماری‌های عفونی در بیمارستان جانز هاپکینز، مدرک کارشناسی ارشد بهداشت عمومی را با تمرکز در زمینه اپیدمیولوژی از دانشکده بهداشت عمومی جان هاپکینز بلومبرگ دریافت کرد.

## حرفه
اربلدینگ ۱۴ سال را در دانشکده پزشکی جانز هاپکینز در بخش بیماری‌های عفونی گذراند و مدیر خدمات بالینی برنامه کنترل ایدزاداره بهداشت شهر بالتیمور بود.
اربلدینگ به عنوان معاون بخش ایدز در موسسه ملی آلرژی و بیماری‌های عفونی (NIAID) نیز خدمت می‌کرد. در آنجا او در تمام جنبه‌های مدیریت برنامه‌های علمی و پشتیبانی، کمک به طراحی و اجرای طرح‌های جدید شامل تحقیقات پایه، بازترجمه بالینی و مدیریت برنامه‌های پیچیده و اهدای کمک هزینه‌های خارج به مدارس و زیرساخت‌های تحقیقاتی مشارکت داشت.
در سال ۲۰۱۷، اربلدینگ مدیر بخش میکروبیولوژی و بیماری‌های عفونی در "NIAID" شد. او مسئول برنامه‌ریزی استراتژیک و علمی برنامه تحقیقاتی پیچیده ملی و یک برنامه بین‌المللی موسوم به "DMID" است. برنامه "DMID" از تحقیقات اولیه، پیش بالینی و بالینی در مورد علل، تشخیص، درمان و پیشگیری از طیف وسیعی از عوامل بیماری‌زا، از جمله موارد مربوط به دفاع زیستی و بیماری‌های عفونی نوظهور، پشتیبانی می‌کند.
اربلدینگ در کارگروه بررسی و تحقیق پیرامون التهاب نخاعی حاد در مراکز کنترل و پیشگیری از بیماری‌ها نیز خدمت می‌کند.